# میریا لویس
میریا لویس (به اسپانیایی: Mireya Luis) بازیکن والیبال اهل کشور کوبا است. وی در بین سال‌های ‎۱۹۹۲ تا ۲۰۰۰ میلادی در مسابقات بازی‌های المپیک تابستانی در مجموع ۳ مدال طلا را کسب کرد. وی از مطرح‌ترین بازیکنان زمان خودش بود.